# Lucien De Roeck
Lucien De Roeck (Dendermonde, 1915 - Elsene, 2002) was een Belgisch grafisch vormgever en afficheontwerper. De Roeck is voornamelijk bekend voor het logo dat hij ontwierp voor Expo 58.

## Biografie
In 1932, amper 17 jaar oud, schreef Lucien De Roeck zich in aan de Hogere School voor Decoratieve Kunsten in Brussel (La Cambre). Hij krijgt er de leer van de architect Henry Van de Velde, die een blijvende invloed heeft gehad op Joris Minne. Tijdens zijn periode als student werden al een aantal van zijn affiches gebruikt door de stad Antwerpen. In 1942 aanvaardde hij een studiebeurs van de workshop typografie van La Cambre. De Roeck gaf bijna veertig jaar les aan het Sint Lucas paviljoen te Antwerpen en aan de Haute École Provinciale van St.-Ghislain. Na de Tweede Wereldoorlog nam hij deel aan de herstructurering van de vrije pers en ontwierp hij voor het tijdschrift van het Paleis voor Schone Kunsten, La Lanterne, La Cité, Le Phare en Le Quotidien. Hij illustreerde ook de rubriek theater van de krant Pan.
In 1954, vier jaar op voorhand, begon De Roeck aan het ontwerp van de affiche en het logo voor Expo 58. Later illustreerde hij voor weekblad Kuifje. Hij was een leerling van Pierre Alechinsky en Jean-Michel Folon. Zijn talenten werden erkend door illustrator Hergé en Edgar P. Jacobs.
- Bibliothèque nationale de France: cb16656500w (data)
- Gemeinsame Normdatei: 1068608897
- International Standard Name Identifier: 0000 0000 5828 9143
- Library of Congress Control Number: no2015064659
- Nationale Bibliotheek van Tsjechië: mzk2008453536
- Nederlandse Thesaurus van Auteursnamen: 072114894
- RKD-Nederlands Instituut voor Kunstgeschiedenis: 20942
- Système universitaire de documentation: 191307424
- Union List of Artist Names: 500565299
- Virtual International Authority File: 84748504
- WorldCat: E39PBJgtbFDCftcD6jptHhppT3